# Amloh
Amloh är en ort i Indien.   Den ligger i distriktet Fatehgarh Sahib och delstaten Punjab, i den norra delen av landet, 240 km norr om huvudstaden New Delhi. Amloh ligger 267 meter över havet och antalet invånare är 13 859.
Terrängen runt Amloh är mycket platt. Runt Amloh är det tätbefolkat, med 709 invånare per kvadratkilometer. Närmaste större samhälle är Khanna, 10,8 km norr om Amloh. Trakten runt Amloh består till största delen av jordbruksmark.